# Platine magazine
 (janvier 2013).
Si vous disposez d'ouvrages ou d'articles de référence ou si vous connaissez des sites web de qualité traitant du thème abordé ici, merci de compléter l'article en donnant les références utiles à sa vérifiabilité et en les liant à la section « Notes et références ».
Pour les articles homonymes, voir Platine (homonymie).
 (avril 2025).
Motif : un bandeau sollicitant des sources depuis 2013 et une notoriété peu évidente. Un article un peu trop élogieux, un peu trop détaillé : peut-être rédigé par des fans ?
- Archive Wikiwix
- Bing
- Cairn
- DuckDuckGo
- E. Universalis
- Gallica
- Google
- G. Books
- G. News
- G. Scholar
- Persée
- Qwant
- (zh) Baidu
- (ru) Yandex
- (wd) trouver des œuvres sur Wikidata

| 1. | Préciser le motif de la pose du bandeau. | Précisez le motif de la pose du bandeau en utilisant la syntaxe suivante : {{admissibilité à vérifier\|date=avril 2025\|motif=remplacez ce texte par le motif}}                       |
| 2. | Informer les utilisateurs concernés.     | Pensez à avertir le créateur de l'article, par exemple, en insérant le code ci-dessous sur sa page de discussion : {{subst:avertissement admissibilité à vérifier\|Platine magazine}} |

Platine magazine est un magazine trimestriel français consacré à la variété, né en 1992.

## Historique
Platine a été créé le 1er avril 1992, sous forme associative, par trois passionnés de variété :
- Jean-Pierre Pasqualini[1], professionnel du tourisme, ex-animateur de radio libre ;
- Patrick-Robert Galéra, gérant de boutique de disques de collection, attaché de presse et ex-animateur de radio libre ;
- Christophe Boulmé, graphiste.

Dans cette aventure, ce trio est rapidement rejoint par d'autres passionnés de variété : Jean-Louis Camet, spécialiste de l'Eurovision, Éric Chemouny, Jean-Marc d'Angio, Stéphane Dhône, Joël Berrube. Également par une professionnelle de la communication : Cécile Ayral. Ainsi que par un étudiant féru de nouvelle chanson française : Ludovic Perrin.
Les premiers numéros sont trimestriels, puis bimestriels.
En 1994, Platine s'associe avec l'agence de communication du disque et de la vidéo Arsenic, dirigée par Jérome Delmas, François Cornuau (également réalisateur de clips) et Éric Lavaine (également auteur à Canal Plus avec Bénabar, futur réalisateur de cinéma : Poltergay, Incognito, Bienvenue à bord).
Le magazine devient mensuel et l'association une SARL. Patrick-Robert Galéra et Christophe Boulmé décident de quitter l'aventure, le second se consacrant à la revue française des fans de Michael Jackson, Black and White.
La revue devient la référence en matière de variété d'hier mais aussi d'aujourd'hui.
Avec Arsenic, Platine conçoit des compilations, rééditions et coffrets pour toutes les majors (EMI-Virgin, Sony, Warner, Universal, BMG) : Édith Piaf, Charles Trenet, Barbara, Les Compagnons de la chanson, Dario Moreno, Annie Cordy, Line Renaud, Marie-Josée Neuville, Sacha Distel, Richard Anthony, Claude Piron, Les Chats Sauvages, Missiles, Claude François, Sheila, Françoise Hardy, France Gall, Alice Dona, Joe Dassin, Jacques Dutronc, Michel Berger, Dani, Mike Brant, Véronique Sanson, Karen Cheryl, Yves Simon, Marc Lavoine, Jeanne Mas…
En éditant un best of avec pub TV, Platine participe aussi au retour de Dave en 1996, à celui de Stone et Charden l'année suivante.
Désormais, Platine est reconnu pour son travail de recherches discographiques, mais aussi et surtout pour ses interviews de fond, le tout sans publicité.
De nombreux journalistes y participent comme : Isabelle Siri (qui travaillera avec Thierry Ardisson), Martin Pénet (qui publiera de nombreux ouvrages sur la chanson, tout en travaillant pour France Musique), Alexandre Dencausse (qui sera programmateur de Laurent Ruquier, Laurence Boccolini et Stéphane Bern sur France Inter, avant de rejoindre l'équipe de Sagas, puis d’être programmateur de La Nouvelle Star et de X Factor).
L'équipe d'origine, elle, se diversifie : Jean-Pierre Pasqualini  devient chroniqueur sur des radios de premier plan dès 1994 : Sud Radio (« Tubes Story »), France Culture (« le Jeu de l'ouïe »), Nostalgie (« les Week-ends collectors »), France Inter (« JB et les Cybernanas » avec Guy Carlier). Il réalise même, avec Mathieu Vidard, pour le réseau des Locales de Radio France (France Bleu), un feuilleton sur Claude François.
De 1996 à 1998, Jean-Pierre Pasqualini est rédacteur en chef de Musiques, musiques sur France 3 Île-de-France, présenté par Karine Le Marchand (diffusé sur d'autres régions comme Marseille).
En 1999, Pasqualini est auteur de la série d'été France 2, Le Temps d'une chanson (9 premières parties de soirée), produite par Guy Job, à laquelle Frédéric Mitterrand et Franz-Olivier Giesbert collaborent également.
En 1995, Jean-Pierre Pasqualini commence aussi à publier des ouvrages sur la chanson (100 ans de chansons chez Atlas, qui sera suivi de Stars et légendes des années 70 chez Sélection du Reader's Digest en 2003, et des Yéyé chez Hors Collection en 2005).
De son côté, à partir de 1996, Éric Chemouny écrit des textes de chansons, d'abord sur des musiques de David Hallyday, à : Sylvie Vartan, Johnny Hallyday (Sang pour sang), Cylia (Un monde à refaire), Tina Arena, Florent Pagny... Éric Chemouny publie également des biographies de Florent Pagny ou encore Étienne Daho.
Platine anime aussi en 1996 une première croisière sur la MSC sur le thème de la chanson des années 1960 (avec Michel Delpech, Richard Anthony, Nancy Holloway, Henri Leproux). Elle sera suivie en 2004 par une seconde sur Costa sur le thème des années 1970 (avec Alice Dona, Christian Delagrange). De 2008 à 2013, Platine participera à l'animation de cinq croisières d'« Âge tendre ».
Toujours en 1996, Platine lance avec Jeff Barnel – le premier mixte band (après les boys bands et les girl groups), That's French, avec :
Johanna Boumendil (qui sera ensuite dans la troupe des Dix Commandements en 2000-2005, de Gladiateur en 2004, et du Bal des Vampires en 2014-2015) mais également finaliste de la Nouvelle Star 4 en 2006), Rodrigue Janois (qui sera artiste BMG en 2003-2004, avant de devenir un compositeur à succès en 2005 avec Tant qu'on rêve encore pour le Le Roi Soleil, un tube suivi de chansons pour Nolwenn Leroy, Roch Voisine, Pierrick Lilliu, Florent Pagny... ainsi que des comédies musicales Mozart, l'opéra rock, 1789 : Les Amants de la Bastille ou La Légende du roi Arthur) et Vincent Niclot (qui aura ensuite le rôle principal d'Autant en emporte le vent en 2003-2004, avant de publier plusieurs albums à succès.
Platine, depuis 1995, est régulièrement invité à être juré pour des tremplins de la chanson (festival Chorus des Hauts-de-Seine, Rose d'or d'Antibes puis à l'Olympia, Truffe de Périgueux / trophée France Bleu, Eurovision, Le Mans Cité Chanson, Tremplin Acoustic / TV5 Monde, prix Georges Moustaki, festival de Granby au Québec, Pic d'or de Tarbes).
Jean-Pierre Pasqualini et Éric Chemouny de Platine sont membres du collège des Victoires de la musique depuis 1996.
En 2001, Pasqualini est élu « Homme de l'année 2001 » (classement de « l'Année du Disque » / MBC) aux côtés d'Orlando (frère de Dalida, producteur d'Hélène Ségara), et de Jean-Philippe Allard (DG Polydor).
Pasqualini est également membre de l'Académie Charles-Cros depuis 2009.
À la fin des années 1990, Ludovic Perrin quitte la rédaction pour devenir un des spécialistes chanson de Libération.
D'autres passionnés de chanson rejoignent le titre : Thierry Cadet (qui publiera un album en 2006, lancera les sites Charts in France et Horscene, et créera le Prix Georges Moustaki) ;
Matthieu Grelier (homme des médias qui travaille en parallèle pour Voltage, TF1 et M6, journaliste pour la Star Ac' 1, Loft, rédacteur en chef pour Laurent Boyer des derniers Fréquenstar aux « grands classements », directeur musical pour La Nouvelle Star puis producteur pour X Factor et The Voice).
De 2001 à 2003, Ludovic Delamoga devient l'assistant de la rédaction (il publiera son premier album chez Polydor en 2005 après le succès de C'est toi puis deviendra animateur radio).
Depuis 2003, Jean-Pierre Pasqualini présente les émissions de variété « intégrales » sur Télé Mélody. 
Il est aussi très souvent interviewé par d'autres émissions de télé et de radio en qualité de « spécialiste de la chanson ».
De 2003 à 2006, Jean-Pierre Pasqualini valide aussi les questionnaires du Quitte ou double » pour RTL et Jean-Pierre Foucault et participe aux Maîtres chanteurs sur Sud Radio.
En 2004, Platine devient consultant pour Le Figaro et son « Palmarès annuel des revenus des chanteurs ».
Depuis 2011, en partenariat avec la Sacem, le magazine organise des interviews croisées autour des métiers de la création et de l'édition musicale. Ces interviews sont relayées par Le Figaro, L'Express, Charts in France ou encore Melody (chaîne de télévision). Cette même année, Platine devient bimestriel et fête ses 20 ans en avril 2012. L'équipe s'enrichit toujours de nouveaux jeunes passionnés de variété et de chanson, notamment Vincent Dégremont, qui rejoint la rédaction après des expériences à la Sacem et dans l'édition musicale. 
En 2013, Platine édite en partenariat avec Wagram Music un coffret 5 CD 100 tubes Variété française comprenant de nombreux collectors et inédits. Le succès est tel qu'en 2015, un second volume voit le jour avec de nouvelles œuvres du patrimoine à redécouvrir. 
La revue fête son 200e numéro en juillet 2014, avant de passer trimestrielle à l'automne 2015. Le dernier numéro, le 213, parait en mars 2017. La liquidation judiciaire est annoncée le 1er septembre 2017 par son créateur.

## Ligne éditoriale
Platine raconte et analyse la chanson et la variété d'hier, d'aujourd'hui et de demain avec le plus d'objectivité et d'exactitude, à l'aide d'interviews, de discographies, de reportages, les chroniques de disques, de livres et de spectacles, avec un angle « métier » très affuté... Le magazine est reconnu pour ses interviews approfondies, professionnelles, mais aussi psychologiques et humaines, ceci afin de comprendre au mieux les artistes.[réf. souhaitée]